# Gaston A. Robbins
Gaston Ahi Robbins (* 26. September 1858 in Goldsboro, Wayne County, North Carolina; † 22. Februar 1902 in New York City) war ein US-amerikanischer Rechtsanwalt und Politiker (Demokratische Partei).

## Werdegang
Gaston Ahi Robbins zog nach Randolph County (North Carolina). Dort besuchte er das Trinity College (Durham) und graduierte 1879 an der University of North Carolina at Chapel Hill. Er studierte Jura, bekam 1880 seine Zulassung als Anwalt und fing dann in Selma (Alabama) an zu praktizieren.
Robbins verfolgte ebenfalls eine politische Laufbahn. Er wurde in den 53. US-Kongress gewählt, wo er vom 4. März 1893 bis zum 3. März 1895 tätig war. Robbins wurde in den 54. und den 56. US-Kongress wiedergewählt, jedoch wurden beide Wahlen von dem Republikaner William F. Aldrich erfolgreich angefochten, so dass er im US-Repräsentantenhaus vom 4. März 1895 bis zum 13. März 1895 und dann vom 4. März 1899 bis zum 8. März 1900 tätig war. Danach kehrte er zu seiner Anwaltstätigkeit in New York City zurück, wo er 1902 starb. Er wurde auf dem Oakwood Cemetery in Statesville (North Carolina) beigesetzt.